# Översjön, Uppland
Översjön är en sjö i Järfälla kommun och Sollentuna kommun i Uppland som ingår i Norrströms huvudavrinningsområde. Sjön är 4,1 meter djup, har en yta på 0,419 kvadratkilometer och befinner sig 22,1 meter över havet. Översjön är en sprickdalssjö, den ligger strax öster om E18 i höjd med Kallhäll. Landskapet som omger Översjön är dels ett öppet kulturlandskap, dels barrskog med inslag av hällmarker.

## Allmänt
Översjön är en populär badsjö med klippkanter och naturliga badstränder och partier med sandbotten. Vid sjön finns grillplatser anlagda av kommunen. Sjön är också en populär fiskesjö. I sjön finns det bland annat abborre, gädda, sarv, braxen och mört. I sjön gäller fiskekort. Översjön avvattnas norrut via Edssjön och Oxundasjön till Mälaren.
Mitt i sjön ligger ön Getholmen som är fågelskyddsområde. Vid Getholmen häckar sedan många år storlom. Vid västra stranden märks Molnsättra gård. Gården, som redan nämns på 1500-talet är ett av de få kvarvarande lantbruken i Stockholmstrakten som drivs av privata ägare.
Översjön ingår i tre naturreservat:
- Östra Järvafältets naturreservat
- Västra Järvafältets naturreservat
- Molnsättra naturreservat

## Delavrinningsområde
Översjön ingår i delavrinningsområde (659735-161587) som SMHI kallar för Utloppet av Edssjön. Medelhöjden är 32 meter över havet och ytan är 21,11 kvadratkilometer. Räknas de 11 avrinningsområdena uppströms in blir den ackumulerade arean 141,09 kvadratkilometer. Oxundaån som avvattnar avrinningsområdet har biflödesordning 3, vilket innebär att vattnet flödar genom totalt 3 vattendrag innan det når havet efter 56 kilometer. Avrinningsområdet består mestadels av skog (42 procent), öppen mark (11 procent) och jordbruk (21 procent). Avrinningsområdet har 1,65 kvadratkilometer vattenytor vilket ger det en sjöprocent på 4,2 procent. Bebyggelsen i området täcker en yta av 8,59 kvadratkilometer eller 22 procent av avrinningsområdet.

## Översjön bilder
|  |

|  |  |  |